# Leopoldo Vallejos
Leopoldo Manuel Vallejos Bravo (* 16. Juli 1944 in Santiago de Chile) ist ein ehemaliger chilenischer Fußballtorwart. Er gewann insgesamt fünf chilenische Meisterschaften und spielte bei der Fußball-Weltmeisterschaft 1974 für die chilenische Nationalmannschaft.

## Karriere

### Verein
Vallejos begann seine Karriere 1964 bei CD Universidad Católica. 1971 wechselte er zu Unión Española. 1976/77 spielte er bei Everton Viña del Mar, 1978 kurz bei CD O’Higgins, 1979 bis 1981 erneut bei Everton Viña del Mar. Im Jahr 1982 spielte er kurz bei Audax Italiano Santiago und 1983 bis 1985 bei Deportes Arica. Er beendete seine Karriere 1988 bei Universidad Católica Santiago.

### Nationalmannschaft
Zwischen 1968 und 1977 spielte Leopoldo Vallejos 20-mal in der Nationalmannschaft. Sein Debüt gab er am 18. Juni 1968 in der Copa del Pacífico 1968 gegen Peru. Er war Teilnehmer der Fußballweltmeisterschaft 1974 in Deutschland und spielte alle drei Vorrundenspiele. Chile schied nach einer Niederlage gegen Gastgeber Deutschland und zwei Unentschieden gegen die DDR und Australien als Gruppendritter aus.

## Erfolge
Universidad Católica
- Chilenischer Meister (2): 1966, 1987

Unión Española
- Chilenischer Meister (2): 1973, 1975

Everton Viña del Mar
- Chilenischer Meister: 1976